# Escobar partido
Escobar egy partido (körzet) Argentínában a Buenos Aires tartományban. A fővárosa Belén de Escobar.

## Települések
| - Belén de Escobar - El Cazador - Garín - Maschwitz | - Matheu - Maquinista F. Savio Este - Loma Verde - Puerto Paraná |